# Teatro FAAP
Teatro Faap é um teatro localizado na cidade de São Paulo.

## Crítica
Em 28 de setembro de 2014, foi publicado na Folha de S.Paulo o resultado da avaliação feita pela equipe do jornal ao visitar os sessenta maiores teatros da cidade de São Paulo. O local foi premiado com duas estrelas, uma nota "ruim", com o consenso: "Peças com atores estrelados costumam passar por este palco. O teatro tem hall de entrada apertado, que tenta comportar a bilheteria, a bonbonnière e os banheiros (insuficientes). Com isso, as filas se misturam. O espaço entre as poltronas é pequeno, e as saídas de emergência e extintores não são bem sinalizados. Já o local para cadeirantes não é bem localizado. O teatro diz que possui dois halls e que os corredores entre os assentos atendem às normas."